# アンヌ・ドゥールト・ミキルセン
アンヌ・ドゥールト・ミキルセン（Anne Dorte Michelsen、1958年7月17日 - ）は、デンマークの歌手、シンガーソングライター。

## 来歴
オーフスで教師の父、心理学者の母の間に生まれる。幼年期から母にピアノを学んだ。12歳のときにキャロル・キングの影響で作詞作曲を始め、いくつかのバンドにも所属。またハルフダン・ラスムセンやアストリッド・リンドグレーンを愛読した。
デンマーク高等学院卒業後、デンマーク国営放送に入り、4年間プロデューサーとしての教育を受ける。次いでジャーナリストの学校に2年間通う。並行して1981年からロックバンドのトゥサドレンゲーナ（Tøsedrengene）で、ヴォーカル、作詞を担当して6年間活動し、5枚のアルバムをリリース。
1983年にビリー・クロスのプロデュース（3作目まで）でソロアルバム『Mellem Dig og Mig』を発表し、ベストセラーとなる。またフリージャーナリストとして、エッセイ、詩を発表する。1986年にセカンドアルバム『Næste Dans』を発表、日本では同年「アンヌ・ドゥールト・ミキルセン」の題で発売。1989年にプロモーションのため来日。1990年には東京、横浜、大阪、名古屋でコンサートを行う。また1990年には、ハルフダン・ラスムセンの10編の詩に曲をつけたアルバムDen Ordløse Timeをリリース。
1986年に娘を出産。自身ではアフリカ音楽の影響を受けていると語っており、日本では女性らしく繊細で透明感のある歌声で人気がある。
現在は「VENTER PÅ FAR」「ACUTE CABARET 」というバンドにも参加している。 

## ディスコグラフィ
- Mellem Dig og Mig (1983年)（邦題「ビトウィン・ユー・アンド・アイ」1989年日本リリース）
- Næste Dans (1986年)（邦題「アンヌ・ドゥールト・ミキルセン」1989年11月日本リリース）
- Alting Vender Tilbage (1987年)（邦題「エブリシング・リターン」1990年日本リリース）[2]
- Elskerindens Have (1989年)（邦題「ラヴァーズ・ガーデン」1990年日本リリース）
- Selecitons (1990年)（日本のみリリースのサンプル盤。16曲収録）
- Den Ordløse Time (1990年)（邦題「サイレント・タイム」）
- Min Karriere Som Kvinde (1992年)（邦題「ミン・キャリエア」）
- De Store & De Stille (1998年)（2枚組ベスト盤／日本未発売）英語訳：The Store & The Quiet
- mørke vande • lyse strande (2000年)（日本未発売）英語訳：murky waters • bright beaches
- Fred hviler over land og by (2001年)（日本未発売）英語訳：Peace rests over town and country
- Så stille som sne (2003年)（日本未発売）英語訳：As quiet as snow
- Hvor var det nu vi var? (2007年)（日本未発売）英語訳：How was it we were?
- HVIS DU VIDSTE (2011年)（日本未発売）英語訳：IF YOU DID
- De Voksnes Rækker (2015年)（日本未発売）英語訳：The adult Delicious
- Abe er den værste politiker i historien (2017年)（日本未発売）
- Thumbs Up(2023年)（日本未発売）

## 伝記
- Under En Åben Himmel - Biografi Om Anne Dorte Michelsen (2017年4月19日発売)（作者Troels Frøkjær　デンマーク語）

### 公式サイト
- Anne Dorte Michelsen Official Site（デンマーク語）
- Venter Pa Far公式サイト（デンマーク語）
- ACUTE CABARET 公式サイト（デンマーク語）